# 1月1日 (旧暦)
旧暦1月1日（きゅうれきいちがつついたち）は、旧暦1月の1日目である。六曜は先勝である。

## できごと
- 神武天皇元年（ユリウス暦紀元前660年2月18日） - 初代・神武天皇が即位（神武天皇即位紀元）（2月11日はグレゴリオ暦を適用したもの）
- 応神天皇元年（ユリウス暦270年2月8日） - 15代・応神天皇が即位
- 顕宗天皇元年（ユリウス暦485年2月1日） - 23代・顕宗天皇が即位
- 大化2年（ユリウス暦646年1月22日） - 改新の詔が発布された。
- 持統天皇4年（ユリウス暦690年2月14日） - 41代・持統天皇が即位
- 天応元年（ユリウス暦781年1月30日） - 美雲の瑞祥のため宝亀より天応に改元
- 元和4年（グレゴリオ暦1618年1月27日） - 江戸城大奥に男子禁制などの規則を発布
- 明治2年（グレゴリオ暦1869年2月11日） - 三浦半島東端に日本初の洋式燈台・観音崎燈台が完成

## 誕生日
- 庚午年（ユリウス暦紀元前711年2月13日） - 神武天皇、初代天皇（+ 紀元前585年）
- 崇神天皇29年（ユリウス暦紀元前70年2月6日） - 垂仁天皇、11代天皇（+ 70年）
- 敏達天皇3年（ユリウス暦574年2月7日） - 聖徳太子[要出典]、皇族、摂政（+ 622年）
- 応永元年（ユリウス暦1394年2月1日） - 一休宗純、僧（+ 1481年）
- 天文15年（ユリウス暦1546年2月1日） - 最上義光、出羽の戦国大名（＋1614年）
- 天文20年（ユリウス暦1551年2月6日） - 神谷宗湛、博多の豪商（+ 1635年）
- 享保5年（グレゴリオ暦1720年2月8日） - 桜町天皇、115代天皇（+ 1750年）
- 寛政10年（グレゴリオ暦1798年2月4日） - 男谷信友、幕臣・剣客（+ 1864年）
- 寛政11年（グレゴリオ暦1799年2月5日） - 安井息軒、儒学者（+ 1876年）
- 文政3年（グレゴリオ暦1820年2月14日） - 清水次郎長、侠客、実業家（+ 1893年）
- 文政10年（グレゴリオ暦1827年1月27日） - 河井継之助、長岡藩士（+ 1868年）
- 天保15年（グレゴリオ暦1844年2月18日） - 斎藤一、新選組（+1915年）
- 文久4年（グレゴリオ暦1864年2月8日） - 川上音二郎、俳優、興行師（+ 1911年）

## 忌日
- 景初3年（ユリウス暦239年2月21日） - 明帝、魏の2代皇帝（* 204年）
- 長久2年（ユリウス暦1041年2月4日） - 藤原公任、歌人（* 966年）
- 寛徳元年（ユリウス暦1044年2月2日） - 藤原隆家、公卿（* 979年）
- 寛永15年（グレゴリオ暦1638年2月14日） - 板倉重昌、武将、島原の乱で原城に総攻撃をかけ戦死（* 1588年）

## 記念日・年中行事
- 旧正月
  - 春節（中国（香港・マカオを含む））
  - テト（ベトナム）
  - ソルナル（韓国）
- 年賀状の配達